# Thomas Cooper Gotch
Thomas Cooper Gotch   (Kettering, 10 de desembre de 1854 - Cornualla, 1 de maig de 1931) o T.C. Gotch va ser un pintor i il·lustrador de llibres prerafaelita britànic, germà de John Alfred Gotch, l'arquitecte.

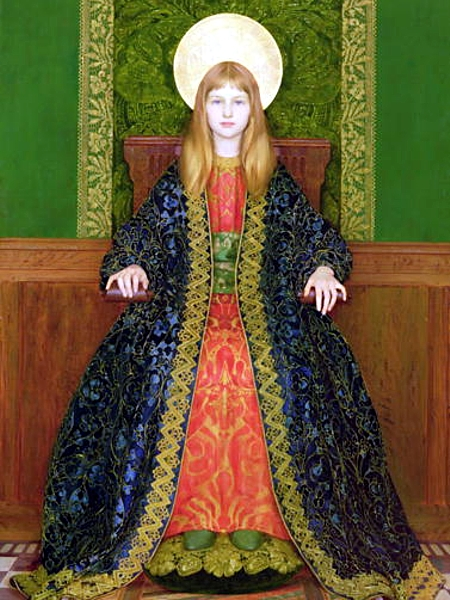
El Nen Entronitzat, 1894

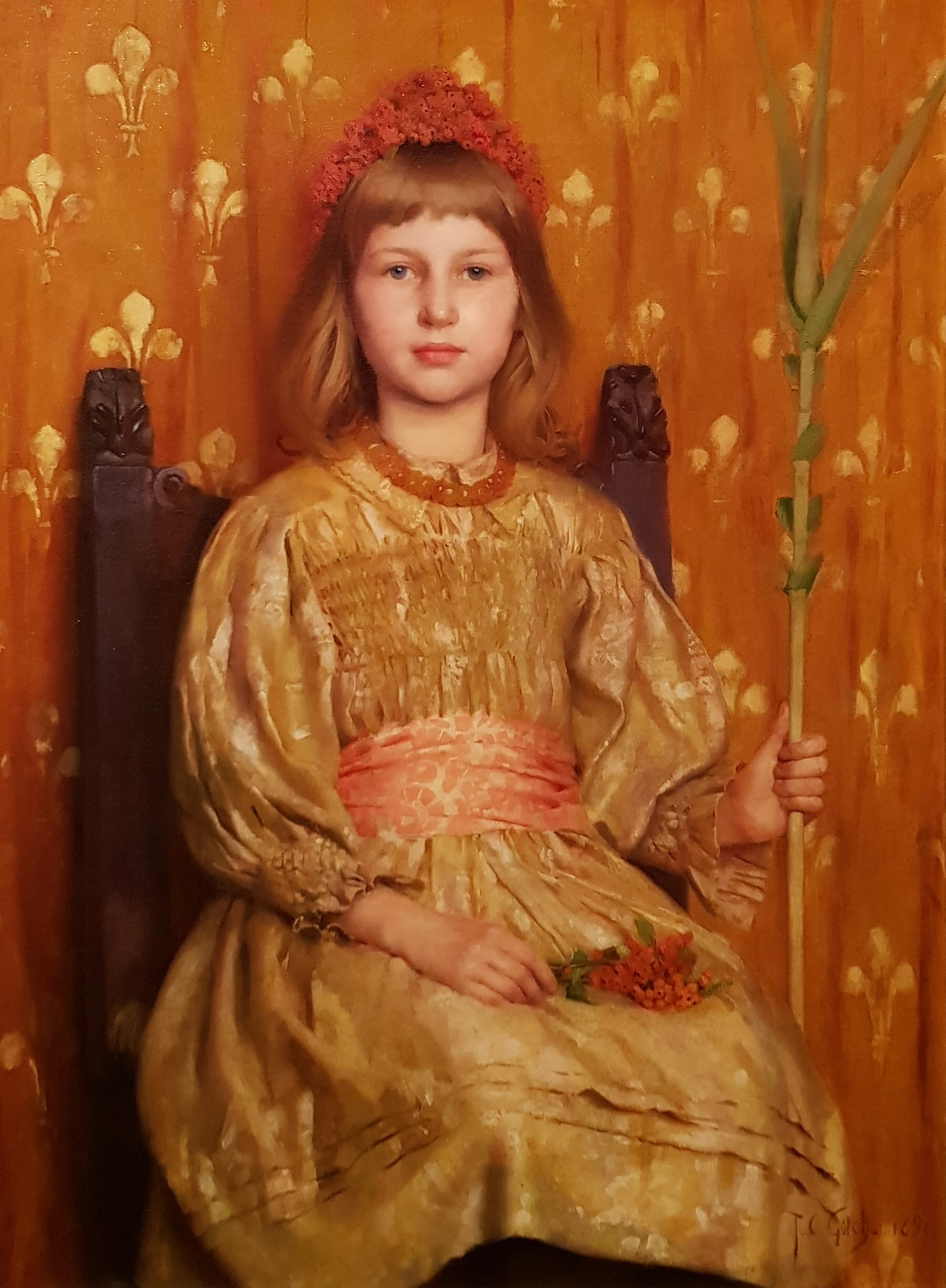
La meva Corona i Cetre, 1892 (la model sembla Phyllis, la seva filla. Va ser la primera obra en el seu nou estil: dos anys més tard, va fer una reinterpretació més potent en El Nen Entronitzat, la seva obra mestra

Gotch va estudiar art a Londres i Anvers abans de casar-se i va estudiar a París amb la seva esposa, Caroline, una artista i col·laboradora. Retorna a Gran Bretanya i s'instal·len a lacolònia d'artistes de Newlyn a Cornualla. Primer va fer pintures d'enquadraments naturals, escenes pastorals, abans de fer una immersió en el romanticisme en la seva versió prerafaelita per la que és conegut. La seva filla, Phyllis Marian Gotch, era sovint una model per les representacions coloristes de noies joves.
Les seves obres van estar exposades a la Royal Academy, Royal College of Art i el Saló de París.

## Biografia personal
Thomas Gotch va néixer el 10 de desembre de 1854 a la Casa de la Missió a Kettering, Northamptonshire. Va ser el quart fill nascut de Mary Ann Gale Gotch i Thomas Henry Gotch (nascut 1805), qui era un fabricant de sabates.[nb 1] va tenir un germà gran, John Alfred Gotch, qui era un arquitecte i autor exitós.
El 1881 es va casar amb la seva amiga i estudiant d'art Caroline Burland Yates (1854-1945) a l'església de sant Pere de Newlyn. Després de completar els seus estudis, Gotch va viatjar a Austràlia el 1883. Gotch I la seva muller es van instal·lar a Newlyn, Cornualla el 1887. La parella i la seva filla eren participants clau de l'escola de Newlyn.
A més del seu temps visitant França i Bèlgica mentre estudiava art, Gotch també va viatjar a Àustria, Austràlia, Sud-àfrica, Itàlia i Dinamarca.
Thomas Cooper Gotch va morir l'1 de maig de 1931 d'un atac de cor mentre era a Londres per una exposició, i va ser enterrat al cementiri parroquial de Sancreed a Cornwall.

## Educació
Amb el suport dels seus pares, entre 1876 i 1877 va iniciar els estudis a escola de Belles Arts de Heatherley de Londres i després a la Koninklijke Academie voor Schone Kunsten d'Anvers el 1877 i 1878. L'any 1879 Gotch va assistir a l'Escola de Belles Arts Slade amb Alphonse Legros a Londres. Va conèixer el seu amic Henry Scott Tuke i la seva futura muller, Caroline Yates, a Slade. Després que el seu matrimoni, Thomas i Caroline van estudiar a París a l'Acadèmia Julian i a l'Académie Laurens a començament dels anys1880. Va ser a París on va adoptar el plenairisme o pintura a l'aire lliure.

## Carrera

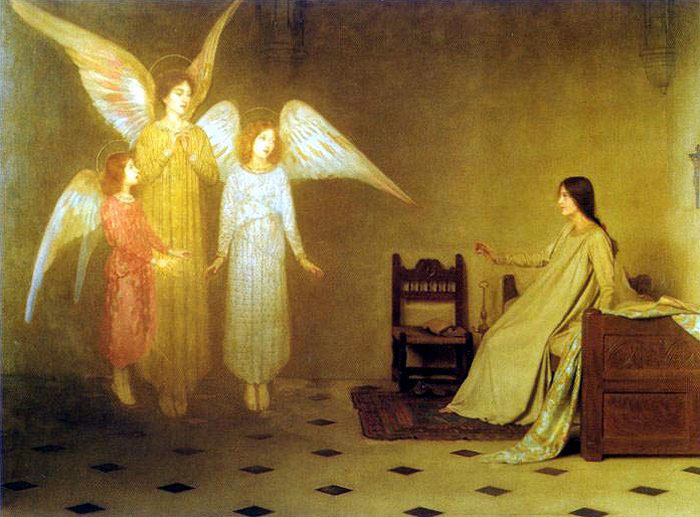
El Despertant

A Newlyn va fundar el Newlyn Classes Industrials, on la joventut local podria aprendre arts i treballs manuals. Va participar en la instal·lació de la Galeria d'art de Newlyn, i va estar al seu comitè tota la seva vida. Entre els seus amics a Newlyn estaven l'artista Stanhope Forbes i Albert Chevallier Tayler.
En Newlyn, com altres artistes de la colònia de l'art, va seguir el moviment plenairista. També es va inspirar en les tècniques de James McNeill Whistler per crear composicions i pintures.

El seu estil va canviar després d'una visita a París i Florència el 1891-1892; Les seves obres van evolucionar de l'"estil realista" rural de Newlyn a un prerafaelitisme que va abraçar més vibrant i amb exuberant colors, per a "retornar a una al·legorica pintura de gènere". La seva primera pintura d'aquest estil va ser La meva Corona i Cetre feta el 1892, Comentant al seu estil nou, Tate va dir:
La seva nova combinació de figures femenines simbòliques, tèxtils decoratiu italians i l'ordre estàtic d'art del Renaixement primerenc, finalment van comportar el seu reconeixement.
En el comitè provisional per l'obertura de la Galeria d'Art de Newlyn de 1895, Gotch va exposar L'Hora de Lectura i Un Somni Daurat.

Chris Leuchars del Projecte Kettering va comentar sobre l'obra de Gotch:
Tot i que Thomas Gotch no és àmpliament reconegut en la història de l'art internacional, la seva posició i amistats a Newlyn, i el mestratge del seu treball, li proporciona una cert nivell de reconeixement en la història de la pintura britànica i les seves obres són valuoses contribucions a les col·leccions arreu del món. Té obres a les col·leccions clau d'Austràlia, Nova Zelanda, Sud-àfrica i el Regne Unit.
Thomas Gotch va tenir èxit reconegut en vida i comptava amb un considerable reconeixement del públic. Va ser un expositor regular a la Royal Academy de London i va participar en nombroses exposicions nacionals i internacionals.

## Obres

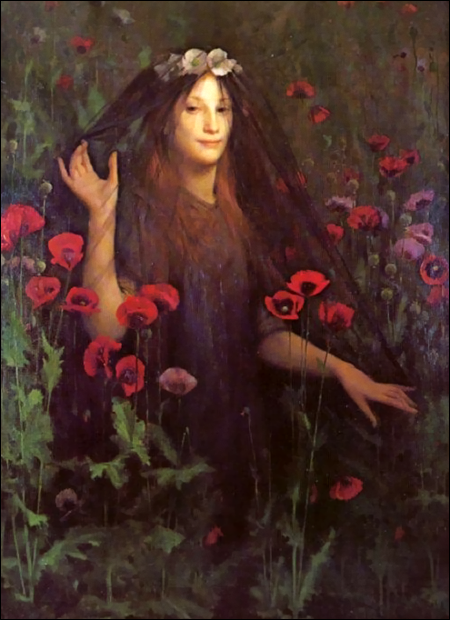
Mort la Núvia (1894/5)

Als seus paisatges i retrats Gotch utilitzava aquarel·la, oli i pastels. La majoria dels seus ingressos va venir de pintar retrats, particularment nens i dones.
- A Garden
- A Golden Dream, 1895. Used for theme for 100th anniversary of Newlyn Art Gallery.
- A Jest
- Alleluia, 1896, Tate Gallery. Purchased for the nation. One of the best examples of Gotch's Pre-Raphaelite works.
- Blossom (Girl in a Cornish garden)
- Crossing the Bar, 1923
- Dalaphne
- Dawn of Womanhood, 1900
- Death the Bride, 1894/5
- Evening
- Fireside Story
- Girl at Porch, Chywoone Hill, Newlyn, 1889, oil, Penlee House
- Girl in a Cornish Garden, Penlee House
- Harvest
- Heir to All the Ages, 1897
- High Velt, South Africa, 1910
- It is an Ancient Mariner, 1925
- John Alfred Gotch, 1926
- Mental Arithmetic
- Mounts Bay
- Mounts Bay, Autumn, 1905
- Mrs Sherwood Hunter, oil on canvas
- My Crown and Sceptre, 1892. First Pre-Raphaelite style painting.
- Penzance from Newlyn
- Portrait of a girl with eyes closed, charcoal
- Portrait of Phyllis Gotch in Blue, 198?
- Self Portrait, 1912
- Sharing Fish, ca. 1910, Royal Cornwall Museum, Truro
- Sir William Drake in the Morning Room, 1885
- Study of a Young Woman
- Study for 'The Birthday Party
- The Awakening
- The Birthday, 1930
- The Child Enthroned, 1894
- The Clarinet Player
- The Dancing Lesson
- The Exile
- The Flag, 191?
- The Lantern Parade, 1910
- The Madonna of the Mount, 1926
- The Message (1903
- The Mother Enthroned, 1912-1919
- The Nymph, 1920
- The Nymph and The Exile, 1929-30
- The Orchard, 1887, notable early work
- The Pageant of Children, 1895
- The Reading Hour, 1895
- The Return From The Pageant, 1907
- The Sailor's Farewell, oil, Penlee House
- The Story of the Money Pig
- The Vow, 1920s?
- The Wizard, notable early work
- Young Girl Reading a Manuscript

## Galeria

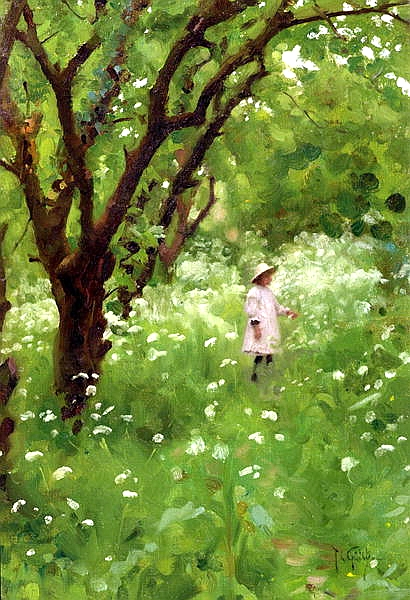
L'Hort, 1887
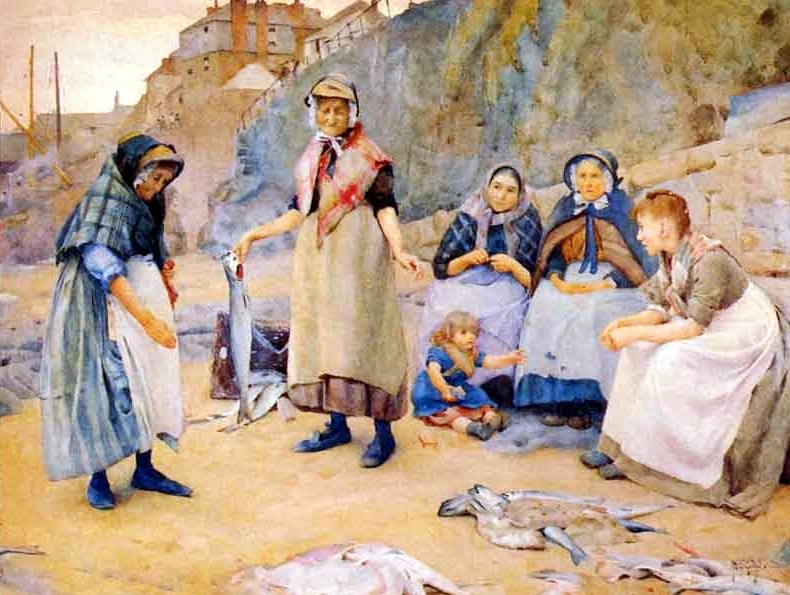
Compartint Peix, 1891
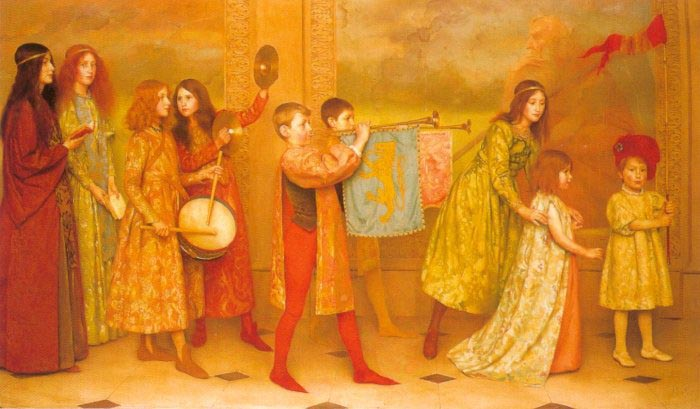
El Pageant d'Infantesa, 1895
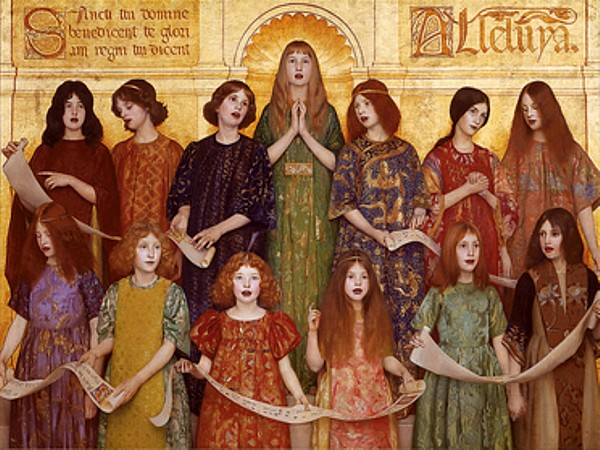
Alleluia, 1896
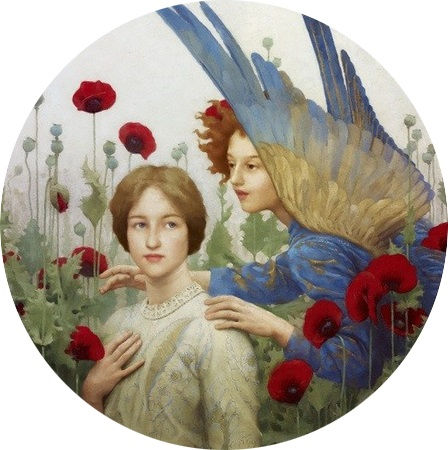
El Missatge, 1903
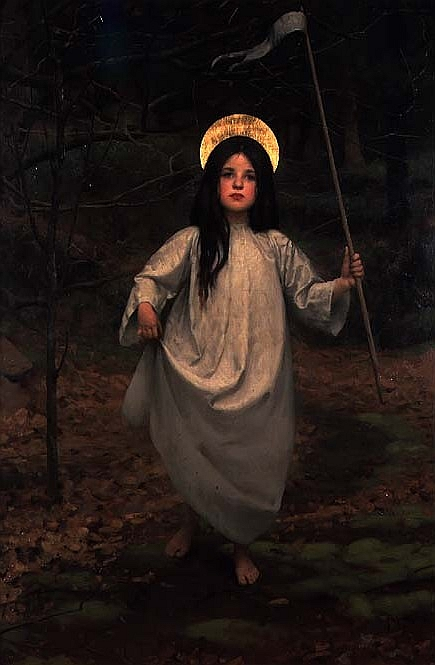
La Bandera, 1910
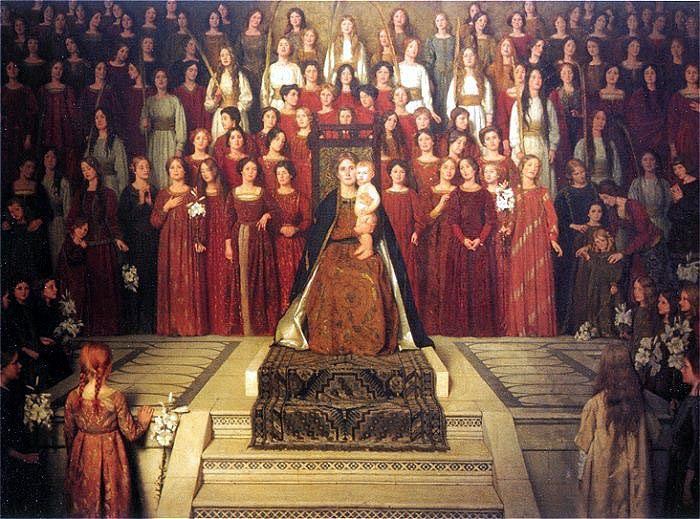
La Mare Enthroned, 1912-1919
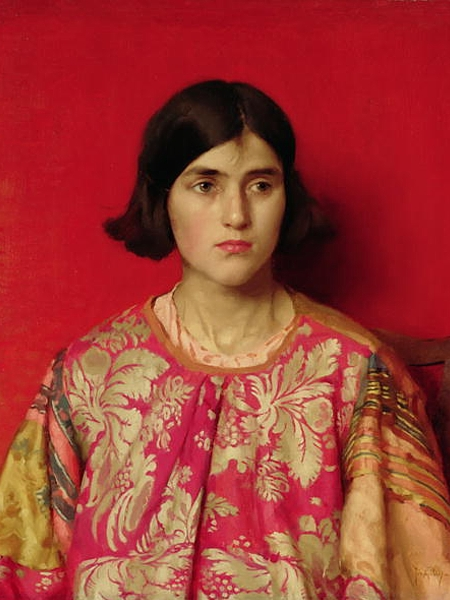
L'Exili, 1930
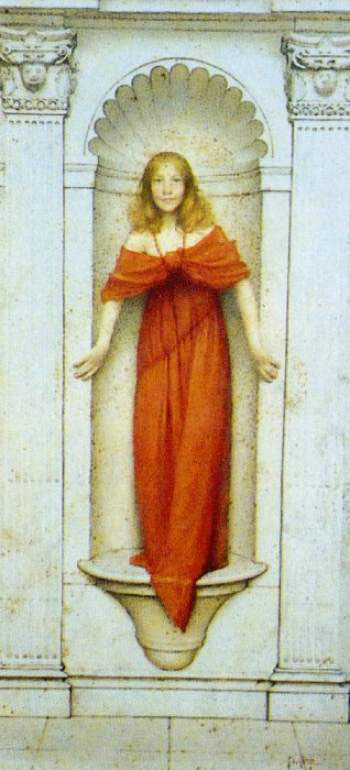
Una Broma
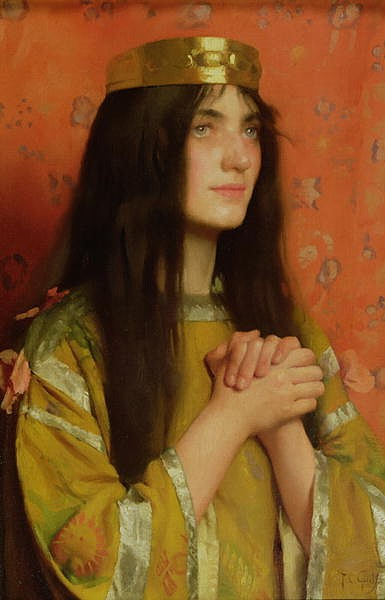
La Reine Clothilde
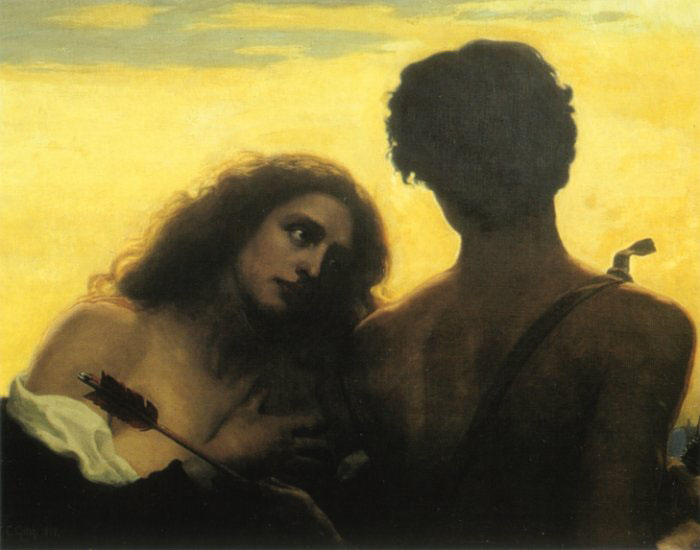
Monsigneur Amor
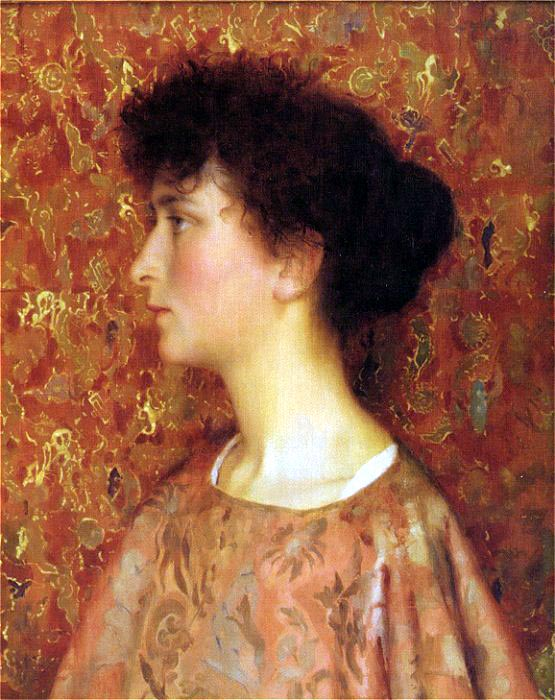
Estudi d'una Dona Jove
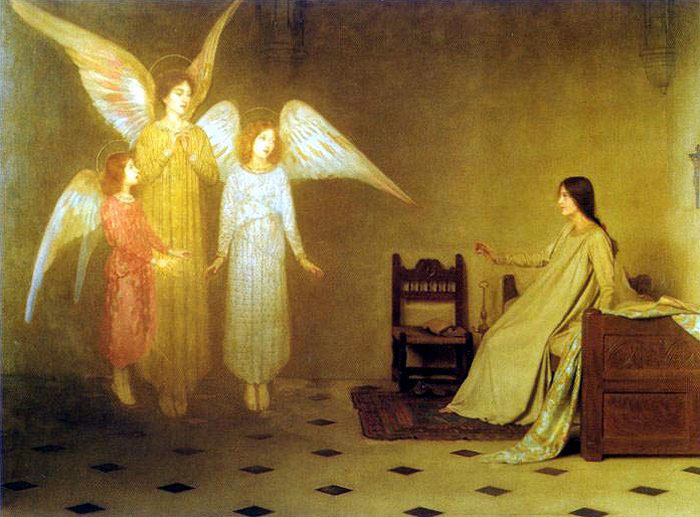
El Despertant
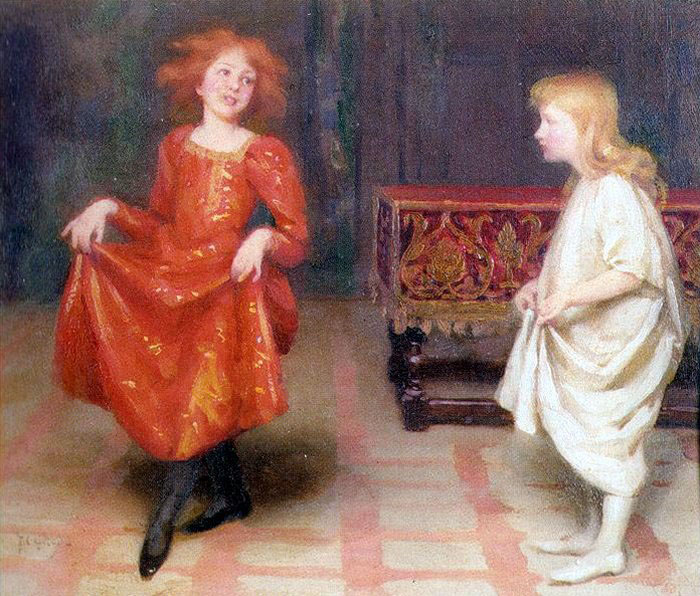
La Lliçó de Dansa
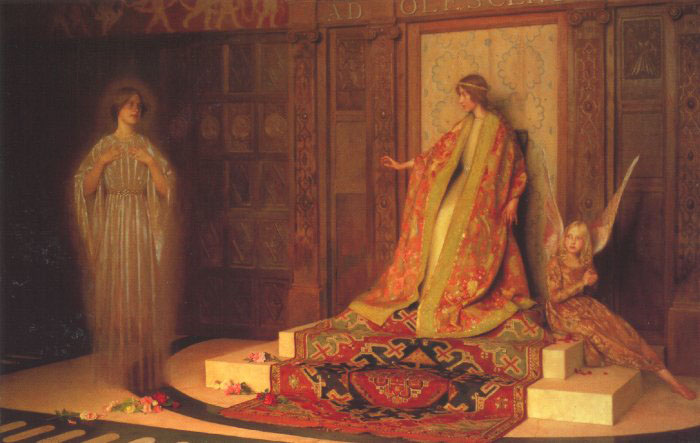
El Dawn de Womanhood
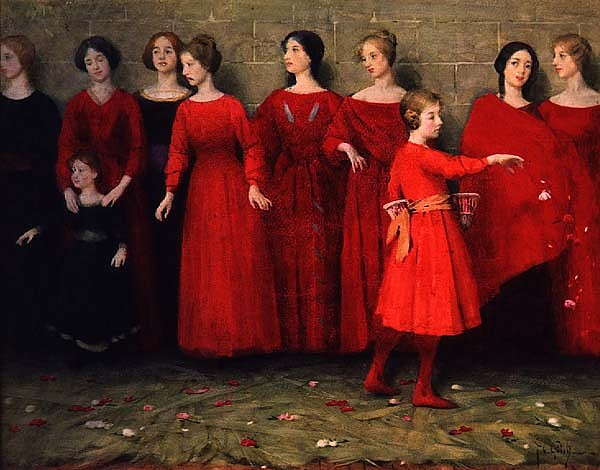
Venen

Gotch va col·laborar amb John Drew Mackenzie en un conjunt de plats de coure que representa aire, terra, foc i aigua, combinant els estils d'ambdós artistes en un tema bíblic simbòlic.